# 死法
死法（しほう）とは、適用されなくなった法律である。
一般的には法律の廃止や時限立法の期限到来などによって法的な効力を失い適用されなくなった法律のことを指すが、現行法として有効であるにもかかわらず、実質的に適用されなくなり事実上の死法となった法律も世界中に存在する。
法律が廃止されるまでにその法律が実際に適用されない長い期間を経て廃止されることも多いため、事実上の死法も多く存在する。
イギリスでは1998年に死刑制度が廃止されたが、この時まで残っていた海賊罪は最後の起訴、執行が1830年で、廃止されるまで168年間死法状態であった
死刑が適用される法律が事実上の死法になっている事実上の死刑廃止国も多い。
イギリスでは廃止されていない法律で明らかに現代の不文憲法や社会習慣と矛盾する条文が多数あるが、
これらは廃止されていなくても死法となっている。
国王の拒否権など廃止されたわけでもなく、権利が否定されているわけでもないが、事実上無効になった権利も多い。
場合によっては事実上の死法が突然生き返ることもある。
たとえば、アメリカでは100年近くも適用例が無かった海賊法が2009年になってソマリア海賊が逮捕されたことで海賊罪での起訴が行われた。日本では、平安時代末期の保元の乱で約350年ぶりに死刑が復活したほか、明治時代の制定以来ほとんど適用例のなかった決闘罪での起訴が近年増えている。